# Manuel Sales Cepeda
Manuel Sales Cepeda fue un ingeniero, profesor y literato mexicano, nacido en una embarcación marítima en travesía entre el puerto de Celestún, y el de Sisal, Yucatán, en 1854 y muerto en Mérida, Yucatán, en 1924. Su madre, Pilar Cepeda Peraza, que había quedado viuda de Manuel Sales Barahona, proveniente de Campeche, se trasladaba hacia Motul de Carrillo Puerto, Yucatán, donde vivía su padre, acompañada de dos pequeños hijos, cuando nació el tercero, Manuel, en plena travesía.

## Juventud y estudios
La familia Sales Cepeda vivió varios años en Motul para después, a raíz de la muerte del abuelo Cepeda, trasladarse a Mérida donde vivía el hermano de doña Pilar, Manuel Cepeda Peraza, militar y estadista yucateco que había sido Gobernador de Yucatán, quien se hace cargo de los jóvenes Sales Cepeda y de la madre de estos. Los dos hermanos mayores se dedicaron a las actividades comerciales, mientras que Manuel mostró disposición para las ciencias.
Estudió la carrera de ingeniero topógrafo en el Instituto Literario de Yucatán y aún antes de terminar sus estudios le fue asignada la cátedra de matemáticas y la de filosofía. Destacó en el estudio de las ciencias aplicadas y en el ejercicio magisterial.

## Desempeño profesional
Tiempo después fue director del Instituto Literario, antecedente y cuna de la Universidad Autónoma de Yucatán y en esa capacidad realizó transformaciones importantes que hicieron del Instituto una escuela superior de alto prestigio en toda la región sureste de México.
Fue también director y fundador de la Escuela Normal de Profesores del estado de Yucatán. En 1889 fue nombrado representante de Yucatán en la Exposición Universal de París.
Durante el Gobierno de Salvador Alvarado, en 1916, cuando ya estaba jubilado de las actividades docentes, junto con el pedagogo Rodolfo Menéndez de la Peña y el maestro Roberto Casellas Rivas, preparó la ley de instrucción pública y la de educación primaria, que volvieron obligatoria y gratuita la educación primaria en el estado de Yucatán, antes de que la Constitución Política de 1917 de México hiciera lo propio para todo el país.
Durante el gobierno socialista de Felipe Carrillo Puerto, en 1923, fue nombrado consultor general de educación en virtud de su prestigio personal y de su erudición.

## Obra
- Colaboró con artículos culturales y pedagógicos en la Revista de Mérida y Pimienta y Mostaza.
- Su obra poética más importante está contenida en:[3]
  - Estudios Estéticos, Mérida, Yucatán, 1891.
  - De ayer y de hoy, Mérida, Yucatán, 1909.
- Como dramaturgo escribió:
  - Pagar la lengua
  - Estrategia
  - El dios de nuestros días
  - Dorada infamia
  - Entre infames